# Triplast
Triplast este o companie producătoare și furnizoare de produse din material plastic și structuri din oțel din Târgu Mureș.
Compania a fost înființată în anul 2002, având ca principal domeniu de activitate fabricarea și comercializarea produselor din materiale plastice.
Triplast a realizat o cifră de afaceri de aproximativ 5,4 milioane euro în primele nouă luni din 2007.
Număr de angajați în 2008: 57